# 诸阳县
诸阳县，中国古县名。
唐朝武德四年（621年）分符离县置，治所在今安徽省宿县境，属徐州。贞观元年（627年）废。